# CCH Pounder
Carol Christine Hilaria Pounder (Georgetown, 1952. december 25. –) guyanai származású amerikai színésznő. Számos színdarabban, filmben, tévéműsorban és minisorozatban szerepelt.
Pounder alakította Dr. Angela Hicks-et a Vészhelyzet című orvosi drámasorozatban (1994-1997), Claudette Wyms kapitányt az FX The Shield – Kemény zsaruk című drámasorozatában (2002-2008), Irene Frederic-et a 13-as raktárban (2009-2014) és Tyne Patterson kerületi ügyészt a Kemény motorosokban (2013-2014). 2014-től a sorozat 2021-es befejezéséig Dr. Loretta Wade orvosszakértőt alakította az NCIS: New Orleans című sorozatban. Az igazság ligája: Határok nélkül (2004-06) című animációs sorozatban Amanda Waller hangját adta.
Olyan filmekben szerepelt, min a Mindhalálig zene (1979), a Go Tell It on the Mountain (1984), A Prizzik becsülete (1985), a Bagdad Café (1987), a Képeslapok a szakadékból (1990), a Psycho 4: Ahogyan kezdődött (1990), a Benny és Joon (1993), a Mesék a kriptából – Démonlovag (1995), az Ál/Arc (1997), az Ítéletnap (1999), Az árva (2009), az Avatar (2009), A végzet ereklyéi: Csontváros (2013) és a Godzilla II. – A szörnyek királya (2019).

## Pályafutása
Pounder a Mindhalálig zene (1979) című filmben debütált színészként. Pályafutását a New York-i színházban folytatta, ahol Richard Wesley drámaíró The Mighty Gents című darabjában, valamint a Broadwayn az Open Admissions című darabban játszott. 1982-ben Los Angelesbe költözött. Főszerepet játszott a Bagdad Café című filmben, és számos más sikeres filmben is szerepelt kisebb szerepekben.
Elsősorban a televíziós karrierjére koncentrált. Az 1980-as évek elején elsőként vendégszerepelt a Hill Street Bluesban, majd több népszerű sorozatban (The Cosby Show, L.A. Law, X-akták, Living Single és Quantum Leap – Az időutazó), mielőtt 1994 és 1997 között hosszú ideig visszatérő szerepet kapott Dr. Angela Hicks szerepében a Vészhelyzetben.

## Érdekképviselet
Az Artists for a New South Africa egyik alapítójaként Pounder felhívta a figyelmet az apartheid és a HIV/AIDS elleni küzdelemre. Egy interjúban így nyilatkozott a világjárványról: „Amikor egy ilyen hatalmas betegségről van szó, amely 5000 különféle módon befolyásolja a helyzetet, akkor nagy erőre és hatalomra van szükség − és a számokban rejlik a hatalom. Ezért minél több embert kell bevonnunk, ahogyan azt az ANSA esetében is tesszük. Én úgy hívom, hogy az én kis masinám, amelyik képes rá. Ez egy figyelemre méltó, aprócska szervezet, hatalmas hatósugárral. A legnagyobb hanggal rendelkező színészeket és művészeket alkalmazzuk, hogy minden lehetőséget kihasználhassanak arra, hogy beszéljenek az AIDS-ről.”

### Televízió

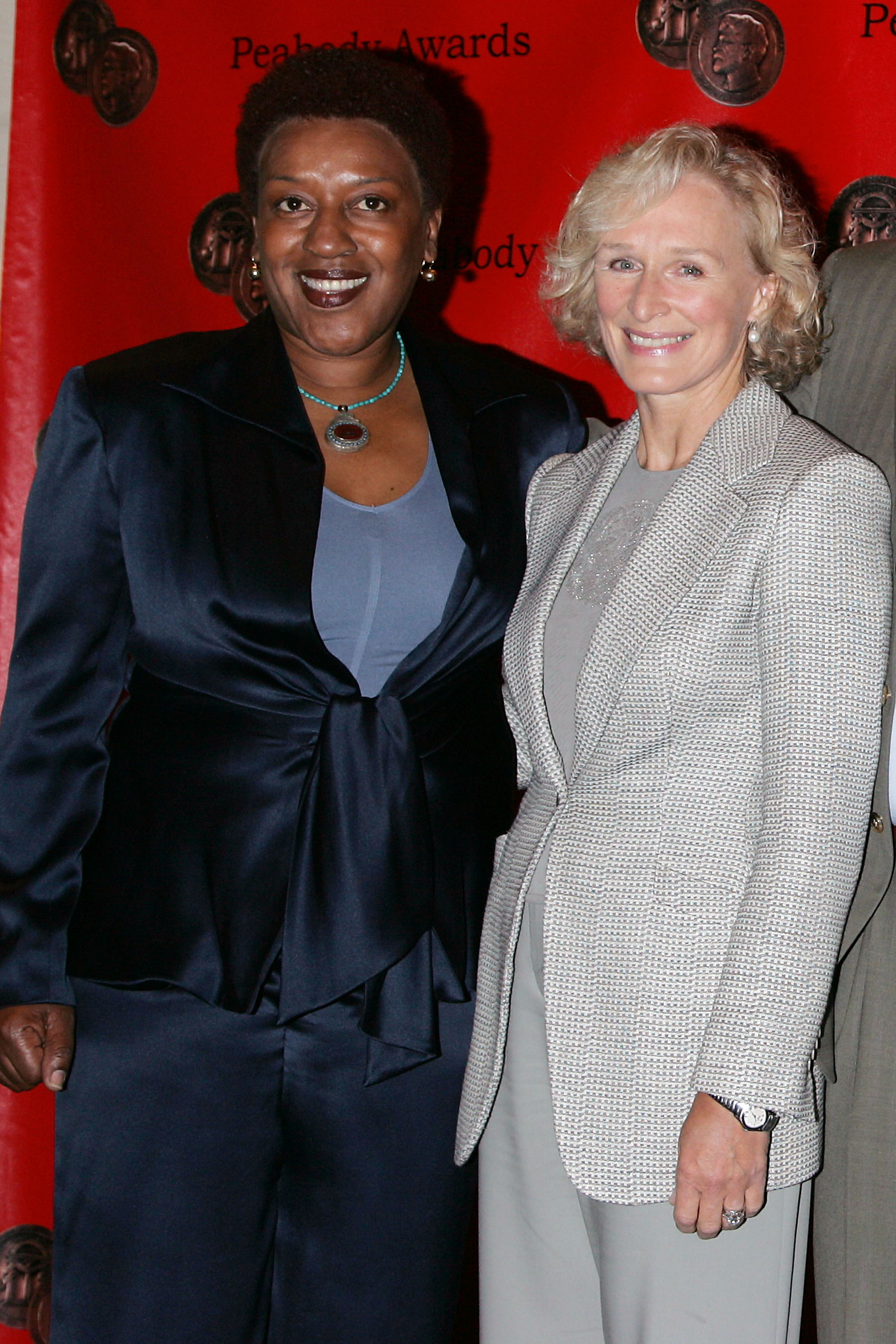
Pounder és Glenn Close a 2006-os Peabody-díjátadón

## Filmográfia

### Film
| Év   | Magyar cím                                   | Eredeti cím                             | Szerep                   | Magyar hang         |
| ---- | -------------------------------------------- | --------------------------------------- | ------------------------ | ------------------- |
| 1979 |                                              | Coriolanus                              | Valeria                  |                     |
| 1979 | Mindhalálig zene                             | All That Jazz                           | Blake nővér              |                     |
| 1980 |                                              | Union City                              | Mrs. Lewis               |                     |
| 1982 | Élet kifulladásig                            | I'm Dancing as Fast as I Can            | Anne                     |                     |
| 1985 | A Prizzik becsülete                          | Prizzi's Honor                          | 'Peaches' Altamont       | Virághalmy Judit    |
| 1987 | Bagdad Café                                  | Bagdad Cafe                             | Brenda                   | Básti Juli          |
| 1990 | Képeslapok a szakadékból                     | Postcards from the Edge                 | Julie Marsden            | Csere Ágnes         |
| 1990 | Képeslapok a szakadékból                     | Postcards from the Edge                 | Julie Marsden            | Andresz Kati        |
| 1992 |                                              | The Importance of Being Earnest         | Miss Prism               |                     |
| 1993 | Benny és Joon                                | Benny & Joon                            | Dr. Garvey               | Bessenyei Emma      |
| 1993 | Benny és Joon                                | Benny & Joon                            | Dr. Garvey               | Agócs Judit         |
| 1993 | Sliver                                       | Sliver                                  | Victoria Hendrix hadnagy | Martin Márta        |
| 1993 | Robotzsaru 3.                                | RoboCop 3                               | Bertha                   | Némedi Mari         |
| 1995 | Mesék a kriptából – Démonlovag               | Demon Knight                            | Irene                    | Borbáth Ottília     |
| 1996 | Aladdin 3. – Aladdin és a tolvajok fejedelme | Aladdin and the King of Thieves         | Az orákulum (hangja)     | Bencze Ilona        |
| 1997 | Ál/Arc                                       | Face/Off                                | Hollis Miller            | Kocsis Mariann      |
| 1998 |                                              | Race                                    | Lucinda Davis            |                     |
| 1999 | Ítéletnap                                    | End of Days                             | Marge Francis nyomozó    | Tátrai Zita         |
| 1999 | Szerelemcsapda                               | Funny Valentines                        | Ethel B.                 |                     |
| 2001 |                                              | Things Behind the Sun                   | bíró                     |                     |
| 2002 |                                              | Baby of the Family                      | Bloom nővér              |                     |
| 2002 |                                              | Tét Grenné                              | Sally                    |                     |
| 2003 |                                              | Unchained Memories                      | olvasó                   |                     |
| 2008 |                                              | Rain                                    | Ms. Adams                |                     |
| 2008 |                                              | Breaking the Maya Code (dokumentumfilm) | narrátor (hangja)        |                     |
| 2009 | Az árva                                      | Orphan                                  | Abigail nővér            | Márton Eszter       |
| 2009 | Superman/Batman: Közellenségek               | Superman/Batman: Public Enemies         | Amanda Waller (hangja)   | Makay Andrea        |
| 2009 | Avatar                                       | Avatar                                  | Mo'at                    | Bánsági Ildikó      |
| 2013 | A végzet ereklyéi: Csontváros                | The Mortal Instruments: City of Bones   | Madame Dorothea          | Andresz Kati        |
| 2014 | Batman: Az Arkham ostroma                    | Batman: Assault on Arkham               | Amanda Waller (hangja)   | Márton Eszter       |
| 2019 | Godzilla II. – A szörnyek királya            | Godzilla: King of the Monsters          | Williams szenátor        | Andresz Kati        |
| 2022 | Avatar: A víz útja                           | Avatar: The Way of Water                | Mo'at                    | Bánsági Ildikó      |
| 2023 | Rustin                                       | Rustin                                  | Anna Arnold Hedgeman     | Csere Ágnes         |
| 2025 | Csupasz pisztoly                             | The Naked Gun                           | Davis rendőrfőnök        | Nagyváradi Erzsébet |
| 2025 | Avatar 3.                                    | Avatar 3                                | Mo'at                    |                     |

### Videójáték
| Év   | Cím                              | Szerep                  | Megjegyzés |
| ---- | -------------------------------- | ----------------------- | ---------- |
| 1997 | Fallout                          | Vree főíró              |            |
| 2003 | True Crime: Streets of LA        | Wanda Parks rendőrfőnök | [ 9 ]      |
| 2013 | Batman: Arkham Origins           | Amanda Waller           | cameo      |
| 2013 | Batman: Arkham Origins Blackgate | Amanda Waller           |            |
| 2014 | Skylanders: Trap Team            | Arany királynő          |            |
| 2016 | Skylanders: Imaginators          | Arany királynő          |            |